# لغة مجمعة
لغة مجمّعة (بالإنجليزية: compiled language)‏ هي لغة البرمجة التي عادةً ما تكون تنفيذاتها مجمّعات (المترجمات التي تولد كود الألة من الكود المصدري)، وليس المفسرات (المنفذات التي تفسر خطوة بخطوة من الكود المصدري، حيث لا تُجمّع قبل وقت التشغيل).
تعتبر اللغات المجمّعة أسرع من اللغات المفسّرة لأنها تعطي المبرمج تحكم أفضل بالمعالج والأجهزة الصلبة. المصطلح غامض إلى حد ما. من حيث المبدأ، يمكن تنفيذ أي لغة بمجمّع أو مفسّر. مزيج من كلا الحلين شائع أيضًا: يمكن للمجمّع ترجمة الكود المصدري إلى شكل وسيط (يسمى غالبًا كود بي p-code أو كود البايتات bytecode)، والذي يتم بعد ذلك تمريره إلى مفسر يقوم بتنفيذه (تشغيله).

## اللغات
بعض اللغات التي تعتبر عادةً مجمعة:
- ادا
- ALGOL
  - الجول 60
  - الجول 68
  - سمول
- بيسيك
  - باور باسيك
  - فيجوال بيسك (إلى كود البايتات)
  - PureBasic
- سي
- سي ++
- C شارب (إلى كود البايتات)
- كليو
- كوبول
- كوبرا
- كريستال
- دي
- eC
- إيفل
  - سَثر
  - كود أوبر Ubercode
- إرلنغ (إلى كود البايتات)
- F # (إلى كود البايتات)
- فاكتور (الإصدارات الأحدث)
- فورث
- فورتران
- غو
- هاسكل
- Haxe (إلى كود بايتات أو C ++)
- Java (إلى كود البايتات)
  - سكالا
  - Kotlin
- JavaScript (إلى بايت كود JIT)
- JOVIAL
- جوليا
- LabVIEW،G
- ليسب
  - ليسب الشائعة
- Lush
- ميركري
- ML
  - ML
    - أليس

  - OCaml
- نيم (إلى C أو C ++ أو Objective-C)
- Open-URQ
- باسكال
  - كائن باسكال
    - دلفي
    - باسكال / لازاروس

  - مودولا -2
  - مودولا -3
  - أوبيرون
- سي الكائنية
- PL / I
- RPG
- رست
- سييد 7
- سبيتول
- سويفت
- Visual Foxpro
- برولوج البصري
- V (لغة برمجة)
- دبليو
- Zig

## أدوات
- ANTLR
- CodeWorker
- ليكس
- Flex
- GNU bison
- Yacc

## روابط خارجية
- Compiled Languages على مشروع الدليل المفتوح